# Уитли (округ, Кентукки)
Уи́тли (англ. Whitley County) — округ в штате Кентукки, США. Официально образован в 1818 году. По состоянию на 2010 год, численность населения составляла 35 637 человек.

## География
По данным Бюро переписи США, общая площадь округа равняется 1152,940 км2, из которых 1139,990 км2 суша и 12,924 км2 или 1,120 % это водоёмы.

## Население
По данным переписи населения 2000 года в округе проживает 35 865 жителей в составе 13 780 домашних хозяйств и 9 894 семей. Плотность населения составляет 32,00 человека на км2. На территории округа насчитывается 15 288 жилых строений, при плотности застройки около 14,00-ти строений на км2. Расовый состав населения: белые — 98,37 %, афроамериканцы — 0,34 %, коренные американцы (индейцы) — 0,23 %, азиаты — 0,20 %, гавайцы — 0,01 %, представители других рас — 0,09 %, представители двух или более рас — 0,76 %. Испаноязычные составляли 0,69 % населения независимо от расы.
В составе 33,70 % из общего числа домашних хозяйств проживают дети в возрасте до 18 лет, 54,90 % домашних хозяйств представляют собой супружеские пары проживающие вместе, 13,00 % домашних хозяйств представляют собой одиноких женщин без супруга, 28,20 % домашних хозяйств не имеют отношения к семьям, 25,20 % домашних хозяйств состоят из одного человека, 10,20 % домашних хозяйств состоят из престарелых (65 лет и старше), проживающих в одиночестве. Средний размер домашнего хозяйства составляет 2,52 человека, и средний размер семьи 3,01 человека.
Возрастной состав округа: 25,80 % моложе 18 лет, 10,80 % от 18 до 24, 27,30 % от 25 до 44, 23,20 % от 45 до 64 и 23,20 % от 65 и старше. Средний возраст жителя округа 35 лет. На каждые 100 женщин приходится 93,30 мужчин. На каждые 100 женщин старше 18 лет приходится 89,60 мужчин.
Средний доход на домохозяйство в округе составлял 22 075 USD, на семью — 27 871 USD. Среднестатистический заработок мужчины был 26 518 USD против 17 001 USD для женщины. Доход на душу населения составлял 12 777 USD. Около 21,60 % семей и 26,40 % общего населения находились ниже черты бедности, в том числе — 34,10 % молодёжи (тех, кому ещё не исполнилось 18 лет) и 19,00 % тех, кому было уже больше 65 лет.